# Naso caeruleacauda
A Naso caeruleacauda a sugarasúszójú halak (Actinopterygii) osztályának sügéralakúak (Perciformes) rendjébe, ezen belül a doktorhalfélék (Acanthuridae) családjába tartozó faj.

## Előfordulása
A Naso caeruleacauda a Csendes-óceán nyugati felének a középső részén fordul elő. Kizárólag a Fülöp-szigetek és Indonézia vizeiben lelhető fel.

## Megjelenése
Ez a halfaj legfeljebb 40 centiméter hosszú. A hátúszóján 4-5 tüske és 28-30 sugár, míg a farok alatti úszóján 2 tüske és 29 sugár ül. A testén nincsenek keskeny, sötét sávok. Amíg a hal él a farokúszója kék; halála után elveszti a színét. A felső ajak és a szemek közti pofarész egyenes; lejjebb a pofa bemélyed.

## Életmódja
Trópusi és tengeri hal, amely a korallzátonyokon él. 15-45 méteres mélységekben lelhető fel. A vízalatti sziklafalakat kedveli. A planktonból álló tápláléka után olykor mélyebbre úszik le.